# Майське (Єнбекшиказахський район)
Ма́йське (каз. Майское) — село у складі Єнбекшиказахського району Алматинської області Казахстану. Входить до складу Шелецького сільського округу.
Населення — 1016 осіб (2021; 883 у 2009, 768 у 1999, 719 у 1989).